# Бурштын
Буршты́н (укр. Буршти́н; дословно пол. Bursztyn, нем. Bernstein — «янтарь») — город в Ивано-Франковском районе Ивано-Франковской области Украины. Административный центр Бурштынской городской общины.
Расположен в заплавной долине Гнилой Липы (левый приток Днестра). В 1944—1962 годах Бурштын был районным центром.

## Население
В январе 1989 года численность населения составляла 14 416 человек.
По данным переписи 2001 года, украинцы составляли 96,71 % населения города, русские — 2,64 %.

### Языковой состав
Родной язык населения по данным переписи 2001 года:
| Язык       | Численность, чел. | Доля     |
| ---------- | ----------------- | -------- |
| Украинский | 14 786            | 97,39 %  |
| Русский    | 369               | 2,43 %   |
| Другое     | 27                | 0,18 %   |
| Итого      | 15 182            | 100,00 % |

Украинский язык является основным и единственным официальным языком Бурштына.

## История
Львовский исследователь Петр Сиреджук в 1981 году в одной из своих статей писал, что городок Новое село переименован в Бурштын в 1628 году. Через три года в публикациях того же исследователя появилась дата 1596 год.
В статье двухлетней давности, Сиреджук указывал, что Новое село стало Бурштыном в 1578 году.
Исследователь не предоставил ссылку на источник, потому последняя дата сомнительная, ведь в люстрации Галичского старостства за 1578 год местечко ещё именуется Новым селом.
Исходя из этого, вероятнейшей датой переименования следует считать 1596 год.
В начале XX века польский историк О. Яблоновский первым предположил, что Новое село было «материнским» поселением по отношению к Бурштыну. В одной из своих монографий он писал: «В северной части волости галицийской, на обшаре добр, предоставленных „навечно“ с Конюшками воєводе Николе Синявскому, было Новое село (наверно сегодня Бурштын)». Что же известно историческому краеведению о первобытном заселении городка?
Впервые в исторических источниках о Новом селе упоминается в документах, датированных 1436 годом.
На то время поселение входило в состав королевского домена, который фактически был государственной собственностью.
Образовался он в процессе приватизации польскими королями бывших княжеских земель и собственности оппозиционных бояр.
Для управления скученными массивами королевских населённых пунктов было создано административно-территориальные органы — старостства. Галицийское старостство, в состав которого входила Настащинская волость с Новым селом, было заложено в 1378 году.
Через полвека после основания им правил любимец короля, шляхтич из давнего польского рода Одровонжив, Никола из Любеня (1433—1436).
Вскоре на эту должность были назначены его родственники: Пётр со Спровы (1436—1448) и Станислав из Ходча (1448—1468) того же герба.

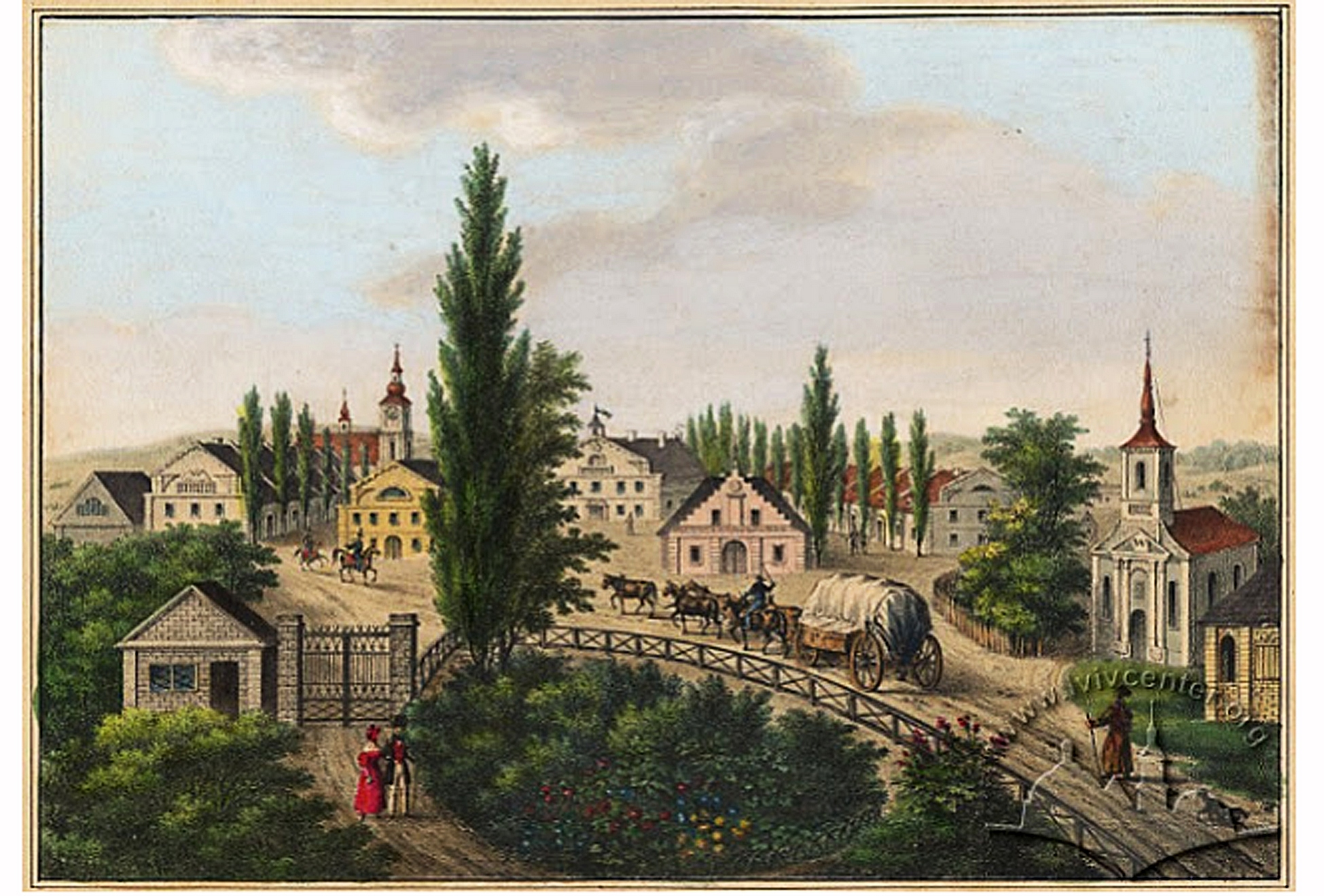
Бурштын 1837, гравюра Карла Ауэра

Известно, что в 1565 году в Бурштыне уже существовала церковь «Воздвижения Честного Креста».
Священник Нового села в то время имел в своём распоряжении пол-лана земли и мог бесплатно молоть зерно в местной мельнице.
Следующее упоминание о новосельском душепастыре датируется 1578 годом: Реестр поборовый за этот год подаёт информацию об обложении «русского попа» налогом.
Эти вестки позволяют предположить, что уже в XVI веке в населённом пункте — предшественнике Бурштына — Новом селе — действовал храм, служитель которого имел некие льготы.
Согласно преданиям, первое культовое сооружение находилось в части города званой Островок (укр.  Острівець ), на майдане Пріска.
Воспоминание о Бурштынском храме в исторических источниках датируется 1668 годом.
Во время борьбы за епископскую митру меж Андреем Свистельницким и Иосифом Шумлянским, последний, дабы заручиться поддержкой рядового духовенства, ездил по городах и сёлах Галиции, проводя со священниками соответствующие беседы. Дважды в том году — 20 февраля и 26 сентября — он побывал в Бурштыне. Во время тех визитов будущий епископ освятил храм и рукоположил его пресвитера. Документы не сообщают, какой титул был у церкви, освящённой епископом, и кого именно назначил владыка Бурштынским парохом.
В 1700 году Иосиф Шумлянский перевёл Галицко-Львовскую епархию на унию. С того времени церковь в Бурштыне стала грекокатолической.
В 1940-х годах селение утратило статус города, в 1962 году — статус райцентра. Однако в это время в заплавной долине р. Гнилой Липы началось сооружение Бурштынской ТЭС, последний блок которой запустили в 1969 году.
Современное архитектурное обличье города вырисовывалось в первой половине 1970-х годов. Тогда в Бурштыне воздвигли целый ряд жилых и культурных сооружений. Селение вдвое увеличило свою территорию и втрое — своё население. Финансовые вливания позволили возродить прежние организации и учреждения, также возникли новые предприятия. Кардинальным изменениям подверглась инфраструктура поселения.

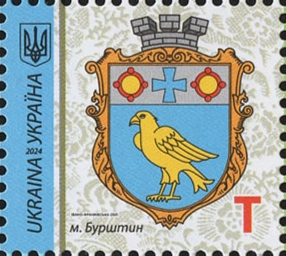
Стандартная марка с символикой города в серии «Гербы городов, поселков и сел Украины», Почта Украины, 2024 год.

Однако в 1980-x годах интерес столичного руководства к Бурштынской ТЭС угас, вследствие чего прекратилось финансирование недостроенных объектов.
В 1993 году поселок городского типа Бурштын вновь получил статус города.

## Современное состояние

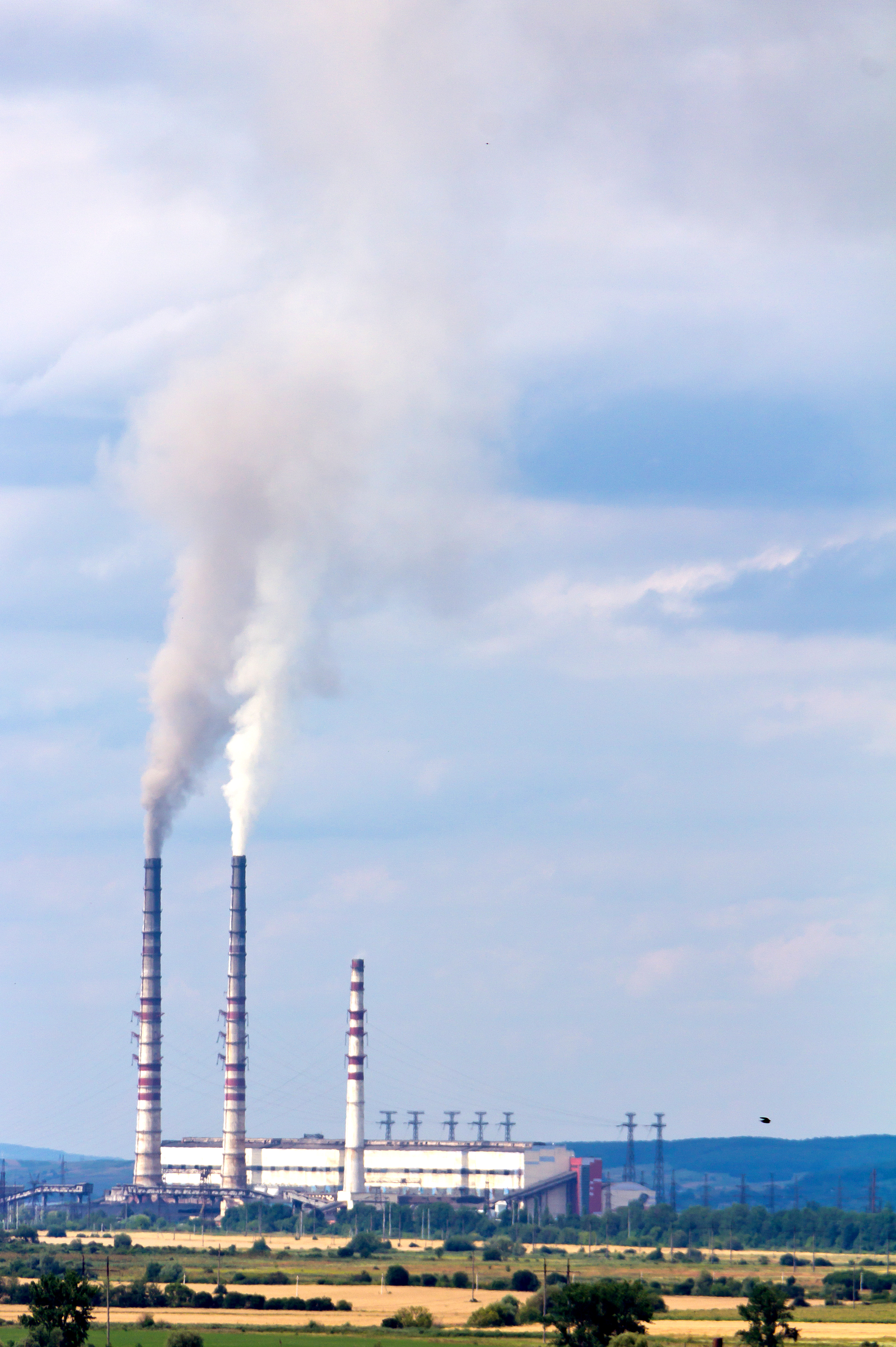
Трубы Бурштынской ГРЭС

Бурштын сегодня — прежде всего промышленный центр, неподалёку от которого работает крупнейшая на Прикарпатье Бурштынская ТЭС.

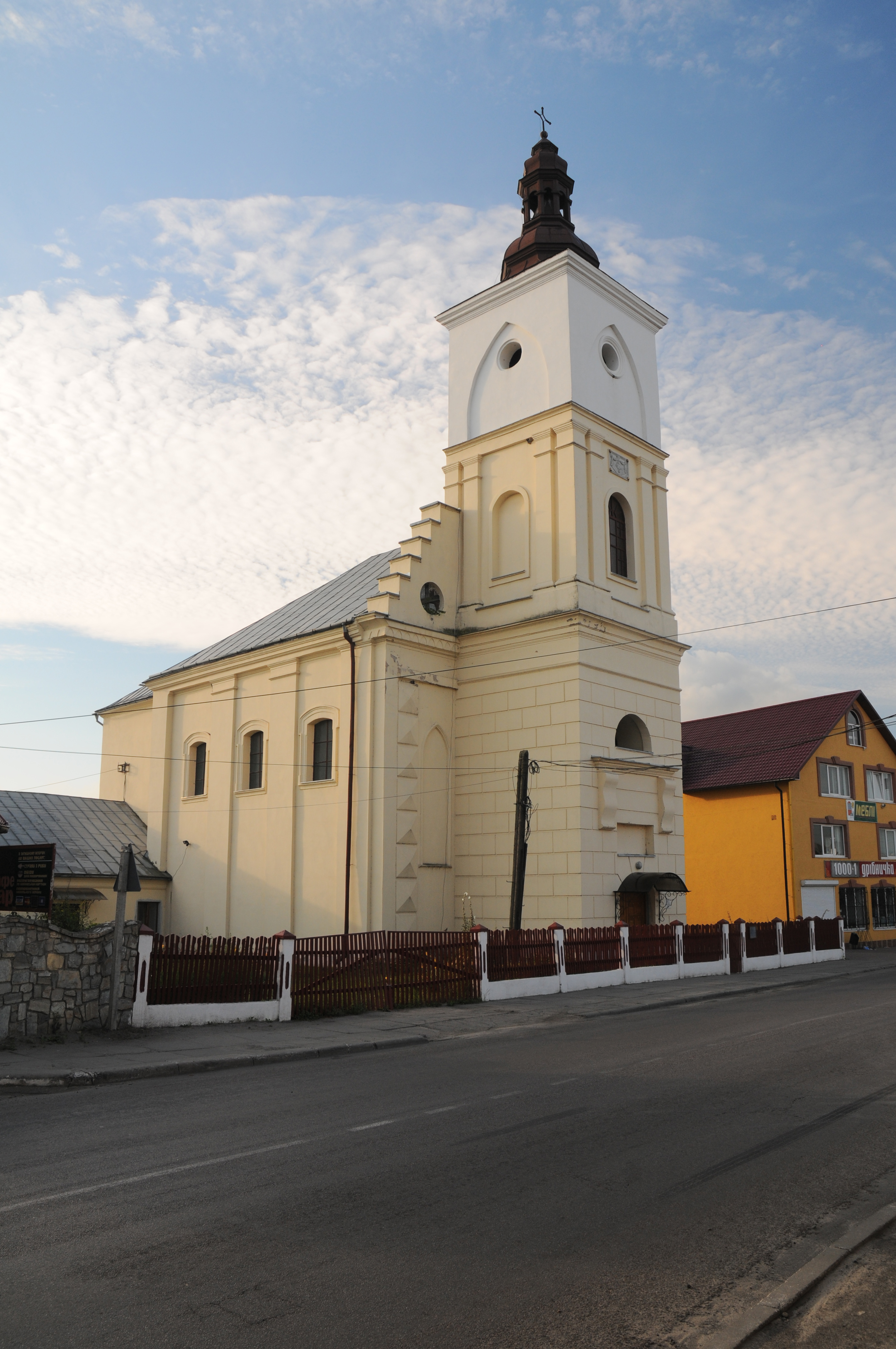
Костел пресвятой троицы
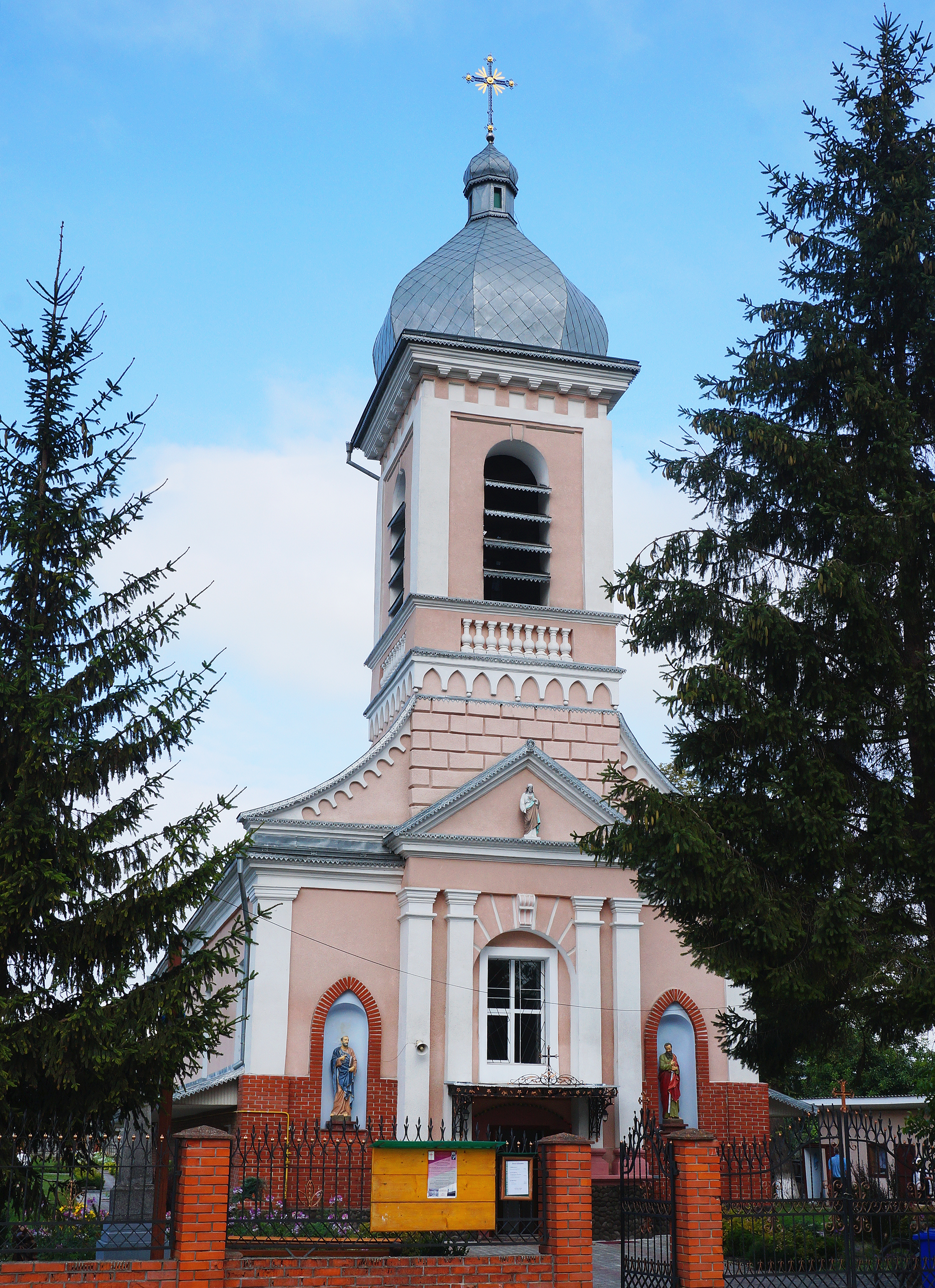
Церковь Воздвиженья Хреста
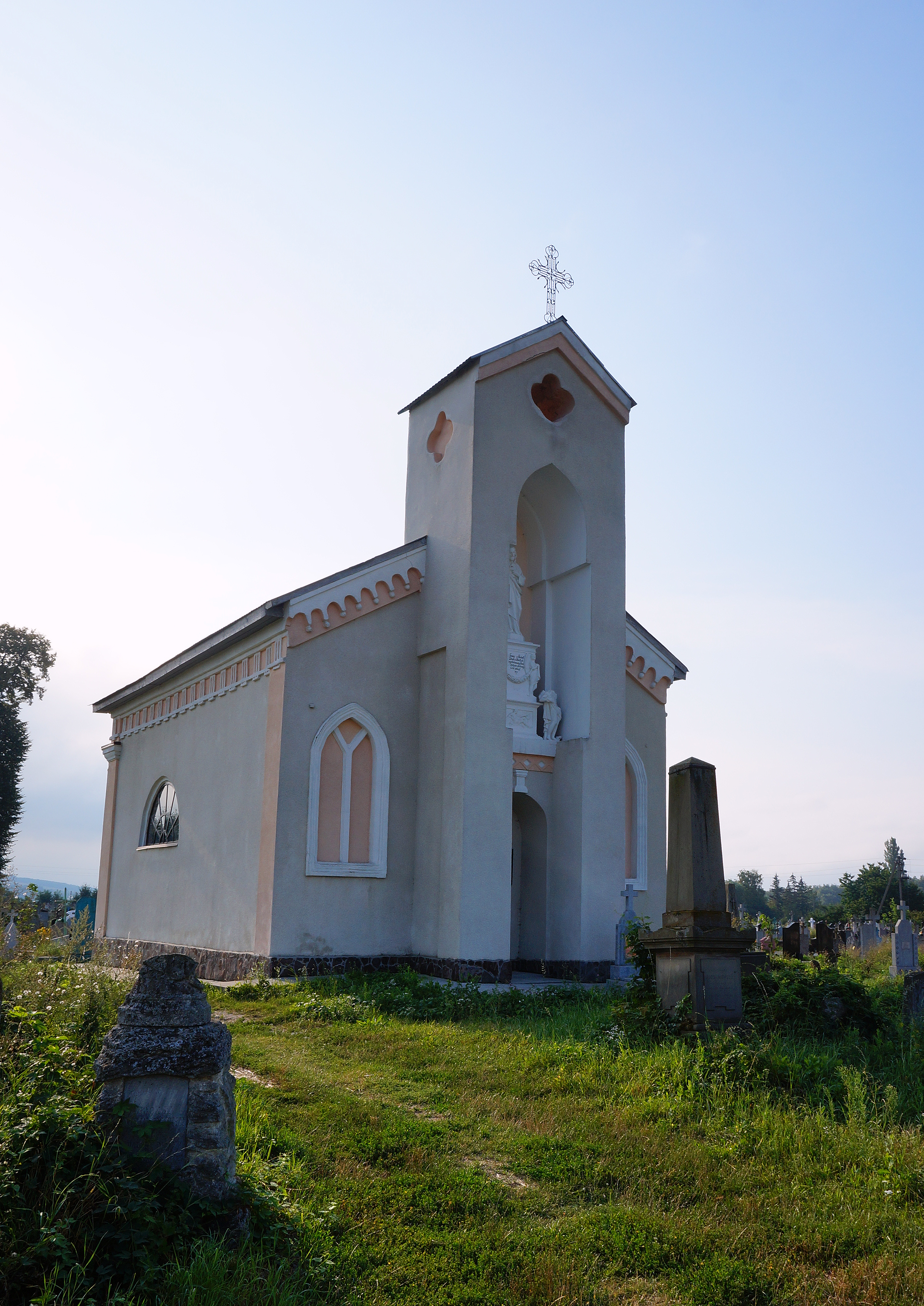
Часовня-усыпальница Яблонских
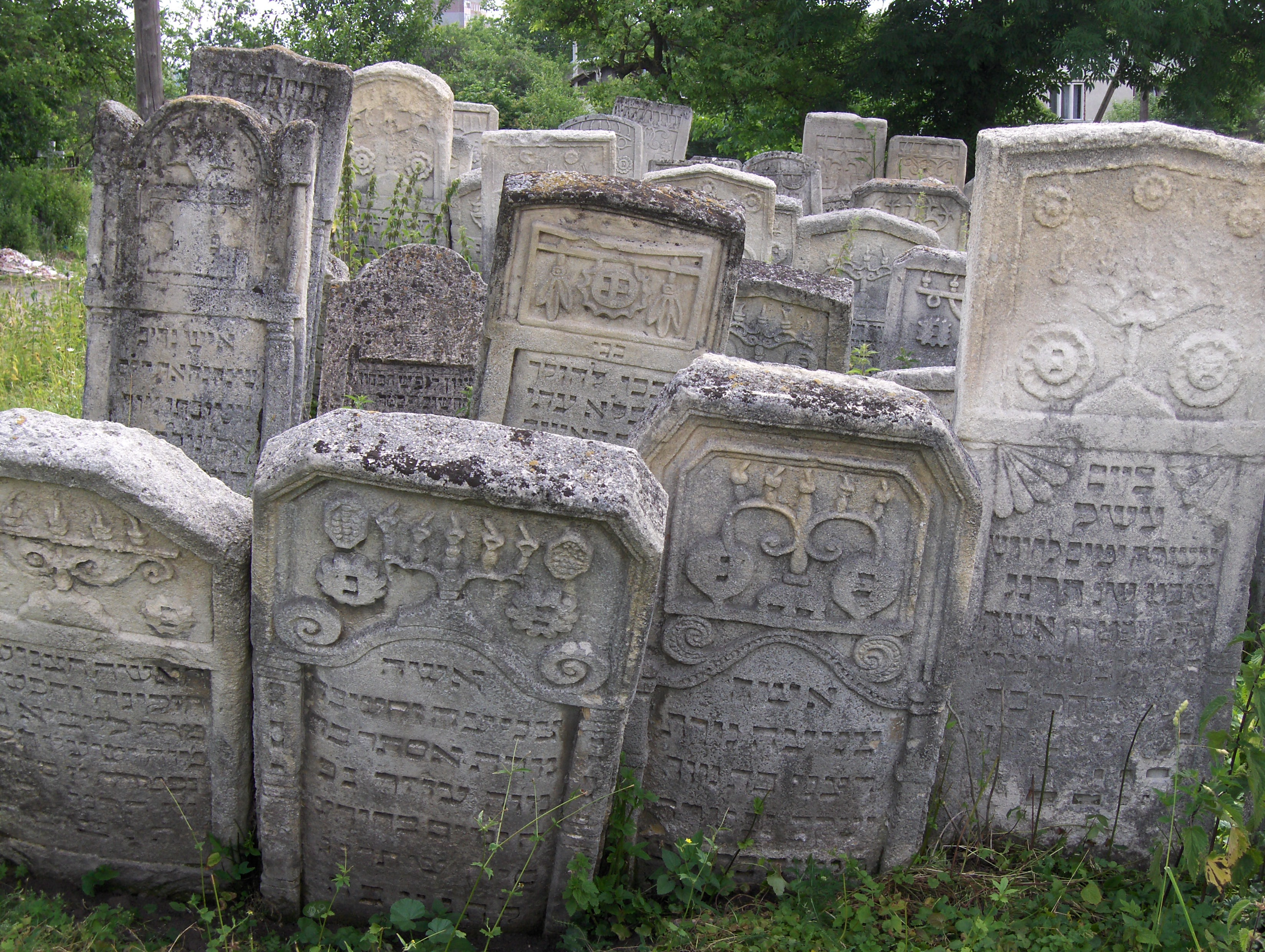
Старое еврейское кладбище

## Промышленность
- Бурштынская ГРЭС подсоединена к европейской энергосистеме UCTE.

## Уроженцы
- Мика Ньютон
- Ильницкий, Тарас Иванович
- Адам Милашевский
- Марина Федункив